# Liste des cavités naturelles les plus longues du Val-d'Oise

Département du Val-d'Oise.

La liste des cavités naturelles les plus longues du département du Val-d'Oise recense sous la forme d'un tableau, les cavités souterraines naturelles connues, dont le développement est supérieur à cinquante mètres.
La communauté spéléologique considère qu'une cavité souterraine naturelle n'existe vraiment qu'à partir du moment où elle est « inventée » c'est-à-dire découverte (ou redécouverte), inventoriée, topographiée et publiée. Bien sûr, la réalité physique d'une cavité naturelle est la plupart du temps bien antérieure à sa découverte par l'homme ; cependant tant qu'elle n'est pas explorée, mesurée et révélée, la cavité naturelle n'appartient pas au domaine de la connaissance partagée.
La liste spéléométrique des plus longues cavités naturelles du Val-d'Oise (> 50 m) est  actualisée fin 2018.
La plus longue cavité répertoriée dans le département du Val-d'Oise est le réseau Denis-Parisis à Béthemont-la-Forêt (cf. ligne 1 du tableau ci-dessous).

## Val-d'Oise

### Cavités de développement supérieur à50m
8 cavités sont recensées au 31-12-2018.
| Réf. | Cavités (autres noms)                 | Communes           | Massifs ou zones géographiques | Coordonnées (WGS 84)        | Développement (en mètres) | Dénivelée (en mètres) | Sources ou références                              | Mises à jour |
| ---- | ------------------------------------- | ------------------ | ------------------------------ | --------------------------- | ------------------------- | --------------------- | -------------------------------------------------- | ------------ |
| 1    | Réseau Denis-Parisis                  | Béthemont-la-Forêt |                                | 49° 02′ 41″ N, 2° 15′ 02″ E | +002 950, m               | +0000, m              | Spelunca n°63                                      | 2000-00      |
| 2    | Trou du Diable                        | Valmondois         |                                |                             | +000260, m                | +0030, m              | Spéléométrie de la France                          | 2000-00      |
| 3    | Gouffre des Araignées                 | Haute-Isle         |                                | 49° 04′ 55″ N, 1° 40′ 31″ E | +000232, m                | +0019, m              | Spéléométrie de la France                          | 2000-00      |
| 4    | Grotte du Moulin d’Orgemont           | Argenteuil         |                                |                             | +000200, m                | +0030, m              | Spéléométrie de la France                          | 2000-00      |
| 5    | Gouffre du Rouge-Gorge                | Magny-en-Vexin     |                                | 49° 09′ 30″ N, 1° 49′ 12″ E | +000195, m                | +0029, m              | Spéléométrie de la France                          | 2000-00      |
| 6    | Grotte du Marteau                     | Haute-Isle         |                                | 49° 04′ 56″ N, 1° 40′ 29″ E | +0 00066, m               | +0000, m              | Spéléométrie de la France                          | 2000-00      |
| 7    | Rivière souterraine du Vieux-Mouthier | Villiers-Adam      |                                | 49° 05′ 17″ N, 2° 13′ 52″ E | +0 00060, m               | +0000, m              | Spéléométrie de la France & ruedeslumieres.morkitu | 2000-00      |
| 8    | Gouffre des Serpentins                | Mériel             |                                |                             | +0 00054, m               | +0016, m              | Spéléométrie de la France                          | 2000-00      |